# Hullukere, Mandya
Hullukere là một làng thuộc tehsil Mandya, huyện Mandya, bang Karnataka, Ấn Độ.